# Gladiador verdós
El gladiador verdós (Malaconotus gladiator) és un ocell de la família dels malaconòtids (Malaconotidae).

## Hàbitat i distribució
Habita els boscos de les muntanyes de l'Àfrica central, al sud-est de Nigèria i sud del Camerun.